# Peixoto de Azevedo
Peixoto de Azevedo is een gemeente in de Braziliaanse deelstaat Mato Grosso. De gemeente telt 30.363 inwoners (schatting 2009).
In dit gebied werd circa 1932 ook Raoni Metuktire geboren in het dorp Kapôt dat toen nog Krajmopyjakare heette.